# Stanisław Oślizło
Stanisław Oślizło   (Wodzisław Śląski, 13 de novembre de 1937) és un exfutbolista polonès de la dècada de 1960. Fou 57 cops internacional amb la selecció polonesa. Pel que fa a clubs, defensà els colors d'Odra Wodzisław, Górnik Radlin i Górnik Zabrze.